# Sanggung
Sanggung is een bestuurslaag in het regentschap Sukoharjo van de provincie Midden-Java, Indonesië. Sanggung telt 2189 inwoners (volkstelling 2010).